# Max Färberböck
Max Färberböck (ur. 22 września 1950 w Brannenburgu) – niemiecki reżyser i scenarzysta filmowy, teatralny i telewizyjny.
Karierę rozpoczął w teatrach w Buenos Aires i we Włoszech. Następnie, po ukończeniu Wyższej Szkoły Filmowo-Telewizyjnej w Monachium, pracował jako asystent reżysera i dramaturg w kilku teatrach niemieckich. W latach 90. reżyserował filmy telewizyjne.
Jego pierwszym filmem kinowym był obraz Aimée i Jaguar (1999). Była to historia płomiennego romansu między dwiema kobietami w ogarniętym wojną Berlinie. Film otworzył 49. MFF w Berlinie, gdzie zdobył Srebrnego Niedźwiedzia dla najlepszej aktorki dla Marii Schrader i Juliane Köhler. 
Do tematyki wojennej Färberböck powrócił z sukcesem w swojej ostatniej fabule Kobieta w Berlinie (2008) z Niną Hoss w roli tytułowej.